# NN-262
La carretera NN‑262 es una vía departamental secundaria ubicada en el departamento de Chinandega, al noroeste de Nicaragua. Con una longitud de 15.82 kilómetros, esta ruta conecta el empalme Cuatro Esquinas de Amayo con la comunidad de El Limonal, mejorando el acceso a zonas agrícolas y de producción. Fue inaugurada en el año 2012 como parte de las obras de desarrollo de infraestructura vial en la región.

## Trazado y cruces
La siguiente tabla muestra su recorrido, localidades y principales conexiones:
| km    | Localidad                | Departamento | Conexión / Ruta |
| ----- | ------------------------ | ------------ | --------------- |
| 0.0   | Cuatro Esquinas de Amayo | Chinandega   | NN 260          |
| 8.1   | Comunidad rural          | Chinandega   |                 |
| 15.82 | El Limonal               | Chinandega   | NIC 12          |